# Theneuille
Theneuille est une commune française, située dans le département de l'Allier en région Auvergne-Rhône-Alpes.

## Géographie

### Localisation
La commune est située au nord-ouest du département de l'Allier, dans le Bocage bourbonnais, et est traversée par la route départementale 953 reliant Cérilly à Ygrande, Bourbon-l'Archambault et Moulins.
Ses communes limitrophes sont :
| Cérilly    | Couleuvre           | Saint-Plaisir |
|            | Theneuille          |               |
| Le Vilhain | Louroux-Bourbonnais | Ygrande       |

### Climat
Pour des articles plus généraux, voir Climat d'Auvergne-Rhône-Alpes et Climat de l'Allier.
En 2010, le climat de la commune est de type climat océanique dégradé des plaines du Centre et du Nord, selon une étude du CNRS s'appuyant sur une série de données couvrant la période 1971-2000. En 2020, Météo-France publie une typologie des climats de la France métropolitaine dans laquelle la commune est exposée à un climat océanique altéré et est dans la région climatique Ouest et nord-ouest du Massif Central, caractérisée par une pluviométrie annuelle de 900 à 1 500 mm, maximale en automne et en hiver.
Pour la période 1971-2000, la température annuelle moyenne est de 10,8 °C, avec une amplitude thermique annuelle de 16 °C. Le cumul annuel moyen de précipitations est de 799 mm, avec 11,3 jours de précipitations en janvier et 7,4 jours en juillet. Pour la période 1991-2020, la température moyenne annuelle observée sur la station météorologique de Météo-France la plus proche, sur la commune d'Isle-et-Bardais à 13 km à vol d'oiseau, est de 11,8 °C et le cumul annuel moyen de précipitations est de 777,6 mm,. Pour l'avenir, les paramètres climatiques de la commune estimés pour 2050 selon différents scénarios d'émission de gaz à effet de serre sont consultables sur un site dédié publié par Météo-France en novembre 2022.

## Urbanisme

### Typologie
Au 1er janvier 2024, Theneuille est catégorisée commune rurale à habitat très dispersé, selon la nouvelle grille communale de densité à 7 niveaux définie par l'Insee en 2022.
Elle est située hors unité urbaine et hors attraction des villes,.

### Occupation des sols

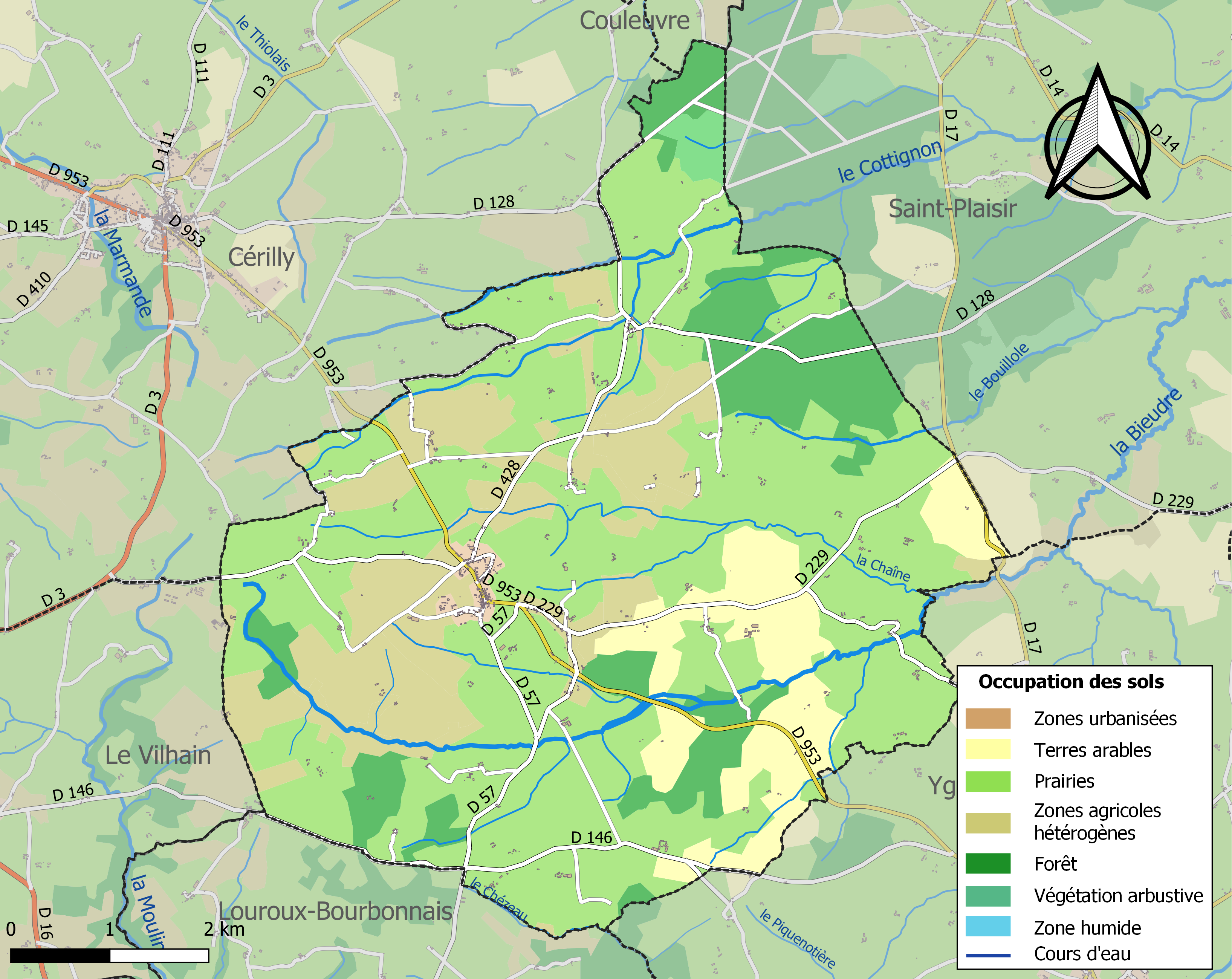
Carte des infrastructures et de l'occupation des sols de la commune en 2018 (CLC).

L'occupation des sols de la commune, telle qu'elle ressort de la base de données européenne d’occupation biophysique des sols Corine Land Cover (CLC), est marquée par l'importance des territoires agricoles (85,5 % en 2018), en diminution par rapport à 1990 (87,6 %). La répartition détaillée en 2018 est la suivante : 
prairies (57 %), zones agricoles hétérogènes (18,7 %), forêts (12,9 %), terres arables (9,9 %), zones urbanisées (0,8 %), milieux à végétation arbustive et/ou herbacée (0,8 %).
L'IGN met par ailleurs à disposition un outil en ligne permettant de comparer l’évolution dans le temps de l’occupation des sols de la commune (ou de territoires à des échelles différentes). Plusieurs époques sont accessibles sous forme de cartes ou photos aériennes : la carte de Cassini (XVIIIe siècle), la carte d'état-major (1820-1866) et la période actuelle (1950 à aujourd'hui).

## Toponymie
Theneuille vient de Tanoialon, « la prairie du chêne vert » en gaulois.

## Politique et administration
| Période                                  | Période                       | Identité      | Étiquette | Qualité                                                                                           |
| ---------------------------------------- | ----------------------------- | ------------- | --------- | ------------------------------------------------------------------------------------------------- |
| Les données manquantes sont à compléter. |                               |               |           |                                                                                                   |
| mars 2001                                | mars 2014                     | Jean Deret    |           | Chef d'entreprise de fromagerie                                                                   |
| mars 2014,                               | En cours (au 2 décembre 2020) | Denis Clerget | DVD       | Agriculteur Vice-président de la CC du Pays de Tronçais (2015 → ) Réélu pour le mandat 2020-2026, |

## Population et société

### Démographie
L'évolution du nombre d'habitants est connue à travers les recensements de la population effectués dans la commune depuis 1793. Pour les communes de moins de 10 000 habitants, une enquête de recensement portant sur toute la population est réalisée tous les cinq ans, les populations de référence des années intermédiaires étant quant à elles estimées par interpolation ou extrapolation. Pour la commune, le premier recensement exhaustif entrant dans le cadre du nouveau dispositif a été réalisé en 2006.

En 2022, la commune comptait 340 habitants, en évolution de −7,1 % par rapport à 2016 (Allier : −1,38 %, France hors Mayotte : +2,11 %).
| 1793  | 1800 | 1806 | 1821 | 1831  | 1836  | 1841  | 1846 | 1851  |
| ----- | ---- | ---- | ---- | ----- | ----- | ----- | ---- | ----- |
| 1 216 | 960  | 974  | 891  | 1 083 | 1 073 | 1 002 | 979  | 1 017 |

| 1856  | 1861  | 1866  | 1872  | 1876  | 1881  | 1886  | 1891  | 1896  |
| ----- | ----- | ----- | ----- | ----- | ----- | ----- | ----- | ----- |
| 1 050 | 1 115 | 1 200 | 1 244 | 1 328 | 1 314 | 1 317 | 1 427 | 1 325 |

| 1901  | 1906  | 1911  | 1921  | 1926 | 1931 | 1936 | 1946 | 1954 |
| ----- | ----- | ----- | ----- | ---- | ---- | ---- | ---- | ---- |
| 1 195 | 1 195 | 1 164 | 1 020 | 943  | 956  | 937  | 895  | 850  |

| 1962 | 1968 | 1975 | 1982 | 1990 | 1999 | 2006 | 2011 | 2016 |
| ---- | ---- | ---- | ---- | ---- | ---- | ---- | ---- | ---- |
| 801  | 720  | 581  | 505  | 449  | 411  | 397  | 384  | 366  |

| 2021 | 2022 | - | - | - | - | - | - | - |
| ---- | ---- | - | - | - | - | - | - | - |
| 350  | 340  | - | - | - | - | - | - | - |

## Culture locale et patrimoine

### Lieux et monuments
- Église Saint-Pierre, XIIe et XIIIe siècles, récemment restaurée

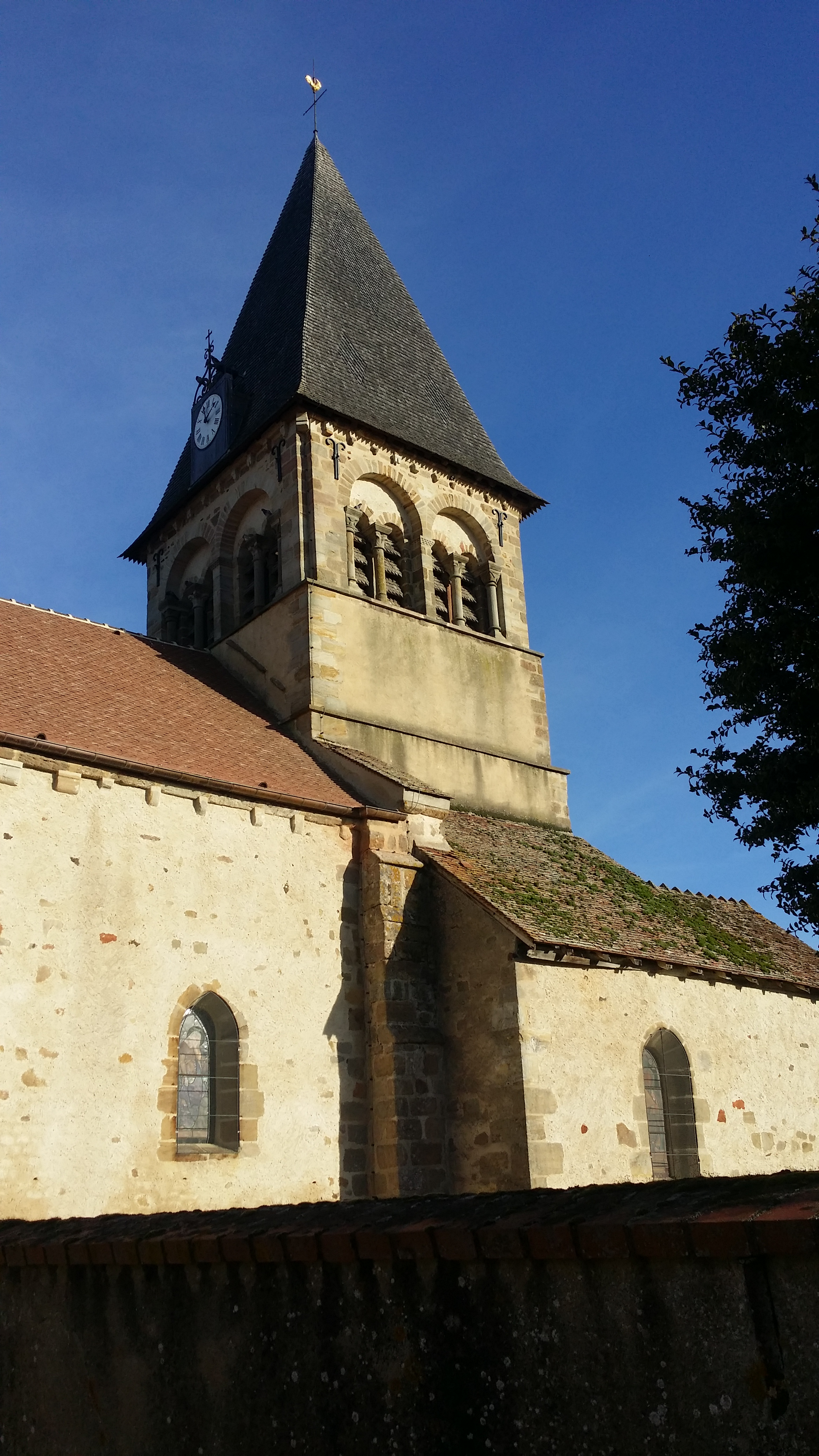
L'église paroissiale Saint-Pierre.

  - Le clocher, la tourelle d'escalier, l'abside qui fait l’objet d’un classement au titre des monuments historiques depuis le 13 juillet 1923[23].
  - Église (sauf partie déjà classée) qui fait l’objet d’une inscription au titre des monuments historiques depuis le 19 mai 2003[23].
    - cloche  de 1712 qui fait l’objet d’un classement au titre objet des monuments historiques depuis le 5 juillet 1943[24].
- Fontaine de Saint-Pardoux, XVIe siècle. Cette source ferrugineuse a été exploitée dans les années 1940 puis 1960-1970 pour la fabrication de limonade[25].
- Source de la Trollière, sulfureuse[25].
- Chapelle de l'Ermitage.

### Personnalités liées à la commune
- Guillaume de Meschatin, né à Theneuille en septembre 1637 et mort en 1679, évêque de Gap de 1675 à 1679.
- Louis Bignon, restaurateur français né à Hérisson (Allier) le 26 juin 1816 et décédé le 18 mai 1906. Il possédait un grand domaine agricole à Theneuille.